# Sweet Savage - Dolce selvaggia
(tagline del film)
Sweet Savage - Dolce selvaggia (Sweet Savage) è un film pornografico western del 1979 diretto da Ann Perry. Insieme ai softcore Wild Gals of the Naked West (1962) di Russ Meyer, Django nudo (1968) di Byron Mabe, Vergini indiane per il Totem del sesso (1969) di Ed Forsyth e al film pornografico A Dirty Western (1975) di Joseph F. Robertson, è uno dei pochi film della Golden Age of Porn ambientati nel Far West.
Nel cast figura anche l'attore "regolare" Aldo Ray, veterano nominato ai Golden Globe, in un ruolo non sessuale.

## Trama
Una giovane ragazza indiana si innamora di un cowboy locale. La società razzista in città non approva la relazione, quindi alcuni individui rapiscono la ragazza e la violentano in gruppo. Il fratello della ragazza viene a saperlo e lui e altri membri della tribù rapiscono una ragazza bianca della città e la violentano in gruppo. Da lì in poi le cose precipitano.

## Riprese
Il film venne girato presso l'Apacheland Movie Ranch di Apache Junction, Arizona.

## Distribuzione
Il film fu distribuito in California e a Houston, Texas, nel giugno 1979. Una versione censurata, con tagliate tutte le scene di sesso esplicito, fu anch'essa distribuita in alcune sale cinematografiche nello stesso periodo. La versione "ripulita" venne approntata per la distribuzione nella città di Redding (California), in quanto la copia originale del film era stata confiscata dalle autorità, nel primo tentativo dell'amministrazione cittadina di impedire la proiezione di materiale osceno. Il film ebbe la sua prima a New York nel luglio 1979.

## Premi
Nel 1980 Aldo Ray ricevette il premio come "Best Actor" ("miglior attore") dalla Adult Film Association, durante la cerimonia della terza edizione degli Erotica Awards.